# Bahnhof Eschhofen
Der Bahnhof Eschhofen liegt an der Lahntalbahn im Stadtteil Eschhofen der hessischen Stadt Limburg an der Lahn. Kurz hinter dem denkmalgeschützten Bahnhof zweigt die Main-Lahn-Bahn nach Frankfurt (Main) Hauptbahnhof ab.

## Geschichte
Der Bahnhof Eschhofen wurde am 10. Januar 1863 mit der Einweihung der Lahntalstrecke eröffnet. Das erste Teilstück der Main-Lahn-Bahn zwischen Eschhofen und Niederselters wurde am 1. Februar 1875 dem Verkehr übergeben, die Gesamtstrecke wurde am 15. Oktober 1877 eröffnet. Um 1906 wurde das Stellwerk erbaut. 1993 erwarb die Stadt Limburg den Bahnhof von der Deutschen Bahn und vermietete daraufhin Wohnungen und einzelne Räume im Bahnhofsgebäude. Auch ein Treffpunkt für Jugendliche wurde eingerichtet.
Im Jahr 2013 wurde für das zu diesem Zeitpunkt schon lange nur noch eingeschränkt genutzte Gebäude ein Käufer gefunden und mit der Sanierung begonnen. Anfang 2014 wurde sie abgeschlossen. Es entstanden Gewerbeeinheiten im Erdgeschoss und zwei kleine Wohneinheiten im Obergeschoss. Darüber hinaus wurden im Anbau des ehemaligen Stellwerks ein Friseursalon und Büros im alten Güterschuppen eingerichtet.

## Infrastruktur
Der Bahnhof ist ein reiner Regionalbahnhof. Er besitzt drei Bahnsteiggleise. Gleis 1 (der Hausbahnsteig) wird für Züge in Richtung Limburg (Lahn) genutzt. Gleis 2 liegt neben Gleis 3 an einem Mittelbahnsteig und dient allen Zügen Richtung Gießen beziehungsweise Niedernhausen/Wiesbaden/Frankfurt. Gleis 3 dient nur als Ausweichgleis und wird nicht regelmäßig genutzt. Neben Gleis 3 liegen noch zwei Gleise ohne Bahnsteige, welche heute allerdings nicht mehr genutzt werden. Am Bahnhof Eschhofen befinden sich außerdem noch eine Park-and-Ride- sowie eine Bike-and-Ride-Anlage.

## Anbindung

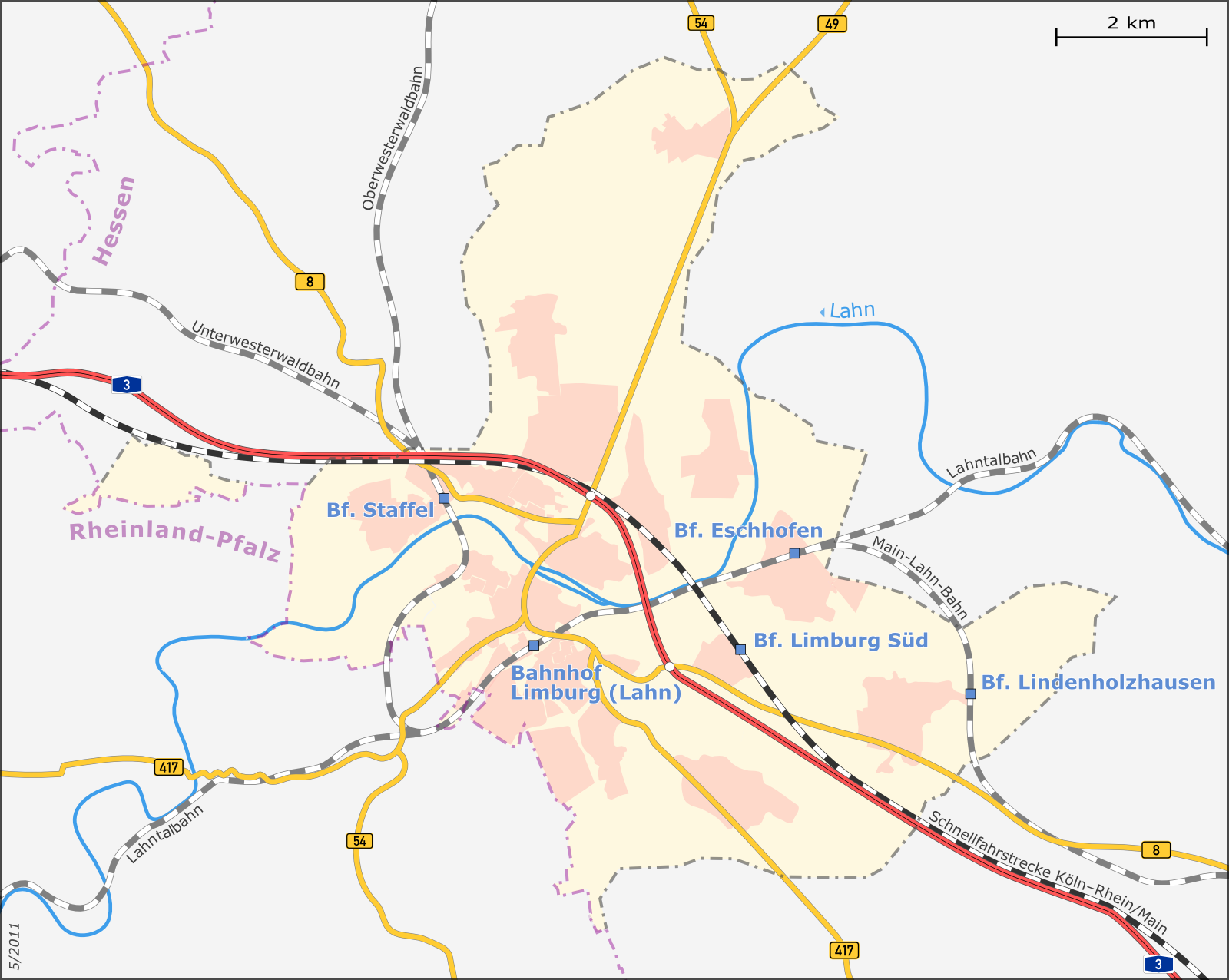
Lage des Bahnhofs Eschhofen in Limburg

Am Bahnhof Eschhofen halten Züge Richtung Limburg (Lahn) bzw. Gießen/Wiesbaden/Frankfurt. Der RE 25 (Lahntal-Express) durchfährt den Bahnhof ohne Halt. Die Linien RB 21 und RB 45 werden von der HLB betrieben; die Linie RE 20 von DB Regio. Auf der Main-Lahn-Bahn verkehren die Züge – bis Niedernhausen – zur werktäglichen Hauptverkehrszeit ungefähr in einem Viertelstundentakt, wobei ein Regional-Express (RE 20) und eine Regional-Bahn (RB 22) nach Frankfurt sowie die RB 21 nach Wiesbaden im Fahrplan stehen. Samstags sowie an Sonn- und Feiertagen verkehrt stündlich die Linie RB 22 nach Frankfurt sowie zweistündlich die Linie RB 21 nach Wiesbaden. 
| Linie | Verlauf | Takt                                                        | Betreiber      |
| ----- | --- | ----------------------------------------------------------- | -------------- |
| RE 20 | Main-Lahn-Bahn: Frankfurt (Main) Hbf – Frankfurt-Höchst – Hofheim (Taunus) – Niedernhausen (Taunus) – Idstein (Taunus) – Bad Camberg – Niederbrechen – Eschhofen – Limburg (Lahn) Stand: Fahrplanwechsel Dezember 2021 | 60 min (wochentags zur HVZ)                                 | DB Regio Mitte |
| RB 21 | Ländchesbahn: Wiesbaden Hbf – Wiesbaden-Erbenheim – Wiesbaden-Igstadt – Auringen-Medenbach – Niedernhausen (Taunus) (– Idstein (Taunus) – Wörsdorf – Bad Camberg – Niederselters – Oberbrechen – Niederbrechen – Lindenholzhausen – Eschhofen – Limburg (Lahn)) (einzelne Fahrten) Stand: Fahrplanwechsel Dezember 2021 | 30 min (wochentags) 60 min (Wochenende)                     | HLB Hessenbahn |
| RB 22 | Main-Lahn-Bahn: Frankfurt (Main) Hbf – Frankfurt-Höchst – Hofheim (Taunus) – Niedernhausen (Taunus) – Idstein (Taunus) – Wörsdorf – Bad Camberg – Niederselters – Oberbrechen – Niederbrechen – Lindenholzhausen – Eschhofen – Limburg (Lahn) Stand: Fahrplanwechsel Dezember 2021 | 30/60 min (+ Verstärker zur HVZ)                            | DB Regio Mitte |
| RB 45 | Lahntalbahn/Vogelsbergbahn: Limburg (Lahn) – Eschhofen – Kerkerbach – Runkel – Villmar – Arfurt (Lahn) – Aumenau – Fürfurt – Gräveneck – Weilburg – Löhnberg – Stockhausen (Lahn) – Leun/Braunfels – Solms – Albshausen – Wetzlar – Dutenhofen (Kr Wetzlar) – Gießen – Gießen Licher Straße – Großen Buseck – Reiskirchen (Kr Gießen) – (Saasen – Göbelnrod –) (zweistdl) Grünberg – (Lehnheim –) (zweistdl) Mücke (Hess) – (Nieder-Ohmen –) (zweistdl) Burg- und Nieder-Gemünden – Ehringshausen (Oberhess) – Zell-Romrod – Alsfeld (Oberhess) – Lauterbach (Hess) Nord – Angersbach – Bad Salzschlirf – Großenlüder – Oberbimbach – Fulda Stand: Fahrplanwechsel Dezember 2021 | 60 min 20/60 min (Gießen–Mücke u. Alsfeld–Fulda wochentags) | HLB Hessenbahn |